# روبرت إس. ستراوس
روبرت إس. ستراوس (بالإنجليزية: Robert Schwarz Strauss) هو دبلوماسي ومحامي أمريكي، ولد في 19 أكتوبر 1918 في لوكهارت في الولايات المتحدة، وتوفي في 19 مارس 2014 في واشنطن العاصمة في الولايات المتحدة.

## وصلات خارجية
- روبرت إس. ستراوس على موقع مونزينجر (الألمانية)
- روبرت إس. ستراوس على موقع إن إن دي بي (الإنجليزية)